# Eric Decker
Eric Thomas Decker (* 15. März 1987 in Cold Spring, Minnesota) ist ein ehemaliger US-amerikanischer American-Football-Spieler auf der Position des Wide Receivers. Er spielte für die Denver Broncos, New York Jets und die Tennessee Titans in der National Football League (NFL).

## High School und College
Eric Decker besuchte die Rocori High School in Cold Spring. Während seiner Schulzeit spielte er sowohl Football als auch Baseball und Basketball und wurde dabei in jeder Sportart mit Preisen ausgezeichnet. Er spielte College Football und Baseball für das Team der Minnesota Golden Gophers an der University of Minnesota.
Baseball spielte Decker so gut, dass er von zwei Teams der Major League Baseball im MLB Draft ausgewählt wurde: 2008 von den Milwaukee Brewers und 2009 von den Minnesota Twins. Er entschied sich jedoch für Football und wurde im nächsten Frühjahr von den Denver Broncos im NFL Draft 2010 in der dritten Runde als 87. Spieler ausgewählt.

## NFL

### Denver Broncos

#### 2010

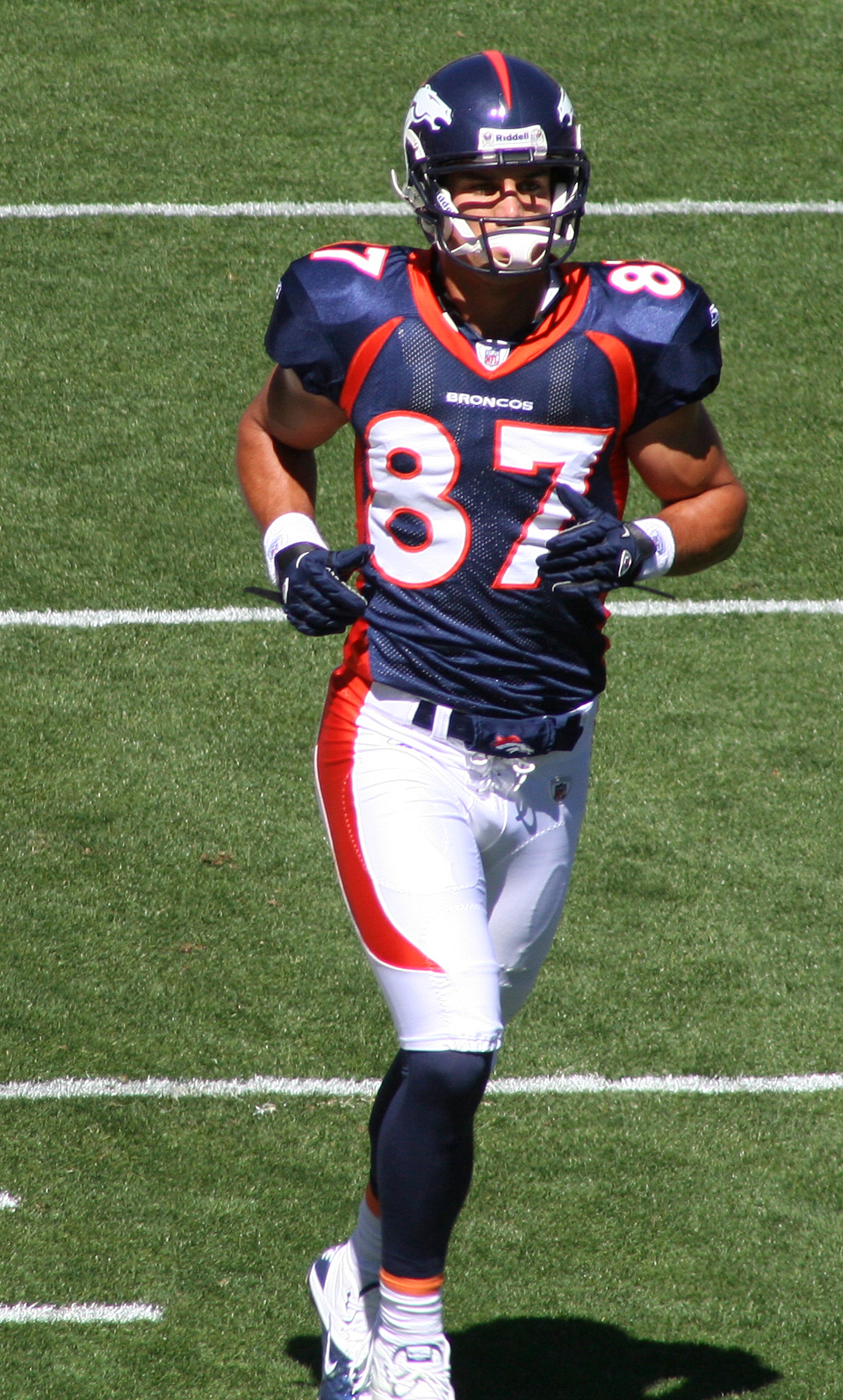
Decker im September 2010

Nach dem Draft unterzeichnete Decker einen Vierjahresvertrag im Wert von 2.522.000 US-Dollar. Aufgrund einer Fußverletzung verpasste er das Rookie-Mini-Camp der Broncos. Während seiner ersten Preseason fing Decker die meisten Pässe aller Rookies der NFL. Allerdings konnte er sich zu Beginn der Regular Season keinen Stammplatz in der Offense sichern und so wurde er erst nachdem sich sein Teamkollege Demaryius Thomas verletzt hatte, häufiger eingesetzt. Decker beendete seine Rookiesaison mit sechs gefangenen Pässen, einem Raumgewinn von 106 Yards und einem Touchdown.

#### 2011
Deckers Rolle innerhalb des Teams verbesserte sich in seiner zweiten Saison und er stand in der Regular Season in 14 von 16 Spielen in der Startformation. Am ersten Spieltag gelang ihm ein 90-Yards-Punt-Return-Touchdown gegen die Oakland Raiders. Am zweiten Spieltag stand Decker das erste Mal in seiner Karriere in der Startformation und trug mit fünf gefangenen Pässen, einem Raumgewinn von 113 Yards und zwei Touchdowns zum Sieg über die Cincinnati Bengals bei. Decker beendete die Regular Saison mit 44 gefangenen Pässen, einem Raumgewinn 612 Yards und acht Touchdowns. Im ersten Play-off-Spiel gegen die Pittsburgh Steelers wirkte Decker aufgrund einer Verletzung nicht mit.

#### 2012
Nachdem die Denver Broncos den bisherigen Quarterback Tim Tebow zu den New York Jets tauschten und sich die Dienste von Peyton Manning sicherten, verbesserten sich die Werte von Decker in seiner dritten Saison ein weiteres Mal und er entwickelte sich im Laufe der Regular Season zu einem der besten Wide Receiver der Liga. Er stand in allen 16 Spielen in der Startformation und beendete die Saison mit 85 gefangenen Pässen, einem Raumgewinn von 1064 Yards und 13 Touchdowns, welche zugleich den zweitbesten Wert der Liga bedeuteten.

#### 2013
In seiner vierten Saison verpflichteten die Denver Broncos den Wide Receiver Wes Welker von den New England Patriots, was den Konkurrenzkampf in der Broncos Offense verschärfte, da nun mit Demaryius Thomas, Eric Decker und Wes Welker drei erfahrene Wide Receiver um zwei Plätze kämpften. Dennoch schaffte es Decker in allen Spielen der Regular Season in der Startelf zu stehen und konnte mit 87 gefangenen Pässen, einem Raumgewinn von 1288 Yards und elf Touchdowns an seine Leistung aus der Vorsaison anknüpfen. Am 13. Spieltag gegen die Kansas City Chiefs gelangen Decker vier Touchdowns, womit er den klubeigenen Rekord einstellte und zum Offensive Player of the Week der American Football Conference (AFC) gekürt wurde. Decker und die Broncos konnten sich auch 2013 für die Play-offs qualifizieren. Im Divisional-Play-off-Spiel stand das Team aus Denver den San Diego Chargers gegenüber, gegen die sie mit 24:17 gewannen. Damit qualifizierten sich die Broncos für das AFC Championship Game, welches sie mit 26:16 gegen New England Patriots gewannen. Im Super Bowl XLVIII unterlag Decker mit den Broncos den Seattle Seahawks mit 8:43. Decker konnte in der Post-Season insgesamt acht Pässe fangen und einen Raumgewinn von 111 Yards erzielen.

### New York Jets (2014–2016)

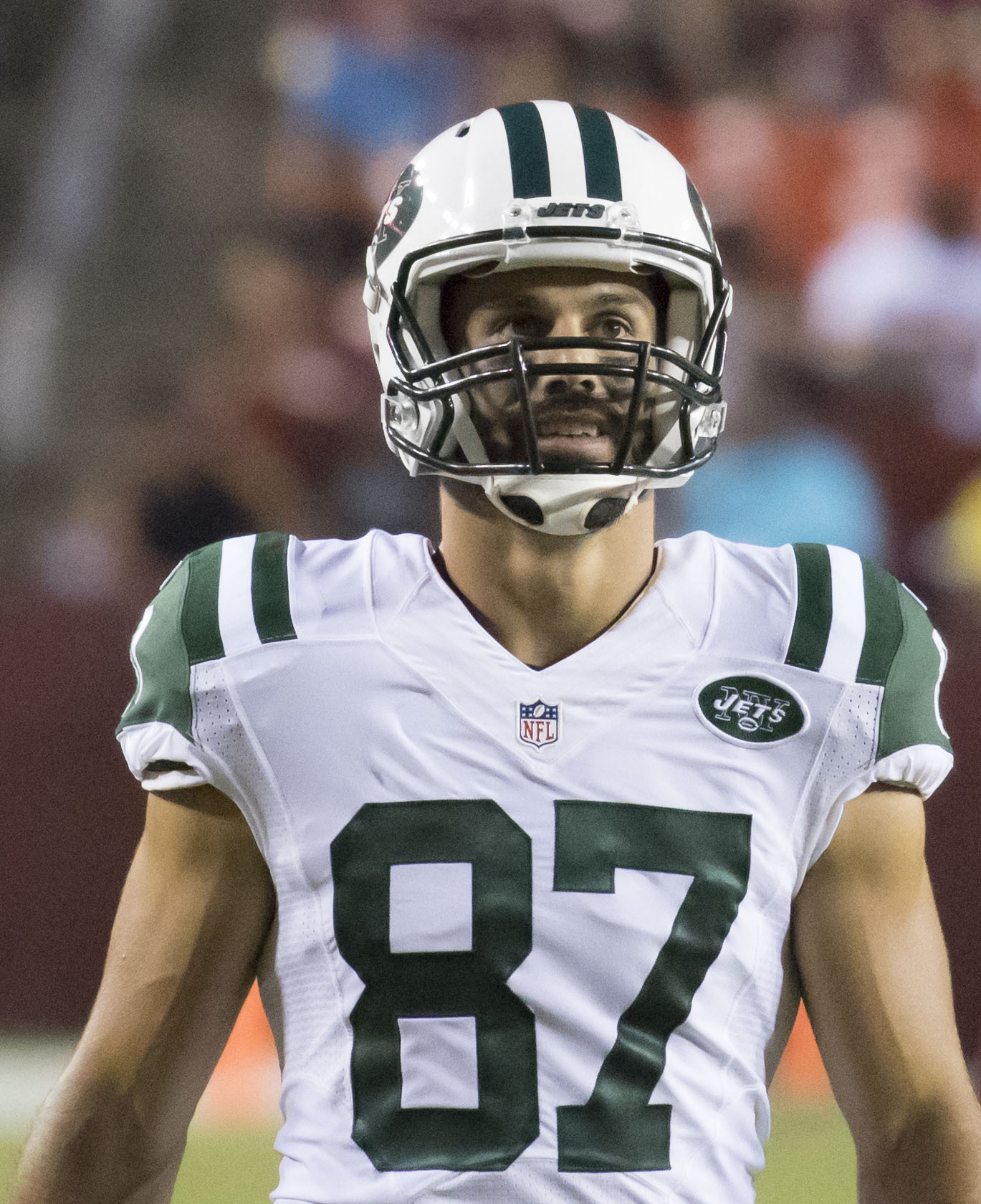
Decker 2016 für die New York Jets

Am 12. März 2014 unterschrieb Eric Decker einen Fünfjahresvertrag bei den New York Jets, mit einem Gehalt von leistungsbezogen 36,25 Millionen US-Dollar, wobei 15 Millionen US-Dollar garantiert waren. Decker konnte in der Saison 2015, in seiner zweiten Saison mit den Jets, erstmals mit diesem Team die 1.000-Yard-Marke in gefangenen Yards knacken. In der zweiten Spielwoche der Saison 2016 verletzte Decker sich an der Rotatorenmanschette der Schulter, spielte aber dennoch am 3. Spieltag. Nach dem Spiel gegen die Kansas City Chiefs hatte sich die Verletzung allerdings verschlimmert und Decker musste aussetzen, ehe er am 12. Oktober 2017 auf die Injured Reserve List gesetzt wurde und endgültig für den Rest der Saison ausfiel, weil eine Schulteroperation unausweichlich geworden war. Nach drei Spielzeiten mit den Jets wurde Decker am 12. Juni 2017, nach gescheiterten Transferverhandlungen mit anderen Teams, entlassen.

### Tennessee Titans (2017)
Decker unterschrieb am 18. Juni 2017 einen Einjahresvertrag mit den Tennessee Titans. Jonnu Smith, Rookie-Tight-End der Titans, gab sogar seine zuvor ihm zugeteilte Rückennummer ab, damit Decker "seine" Standardnummer 87 erhalten konnte. Decker spielte bei den Titans eine reguläre Saison ohne große Highlights, erreichte mit diesen aber die Playoffs. Im Spiel der Wildcard Round gegen die Kansas City Chiefs fing Decker seinen ersten Touchdown in den Playoffs in seiner Karriere. Außerdem war dies der entscheidende Touchdown, um das Spiel als Sieger zu beenden.

### Karriereende (2018)
Sein Vertrag bei den Titans lief nach einem Jahr aus, Decker schloss sich dann in der Offseason den New England Patriots an und unterschrieb erneut einen Einjahresvertrag. Während der Pre-Season der Saison 2018 verkündete Decker dann sein Karriereende als aktiver Profi.

### Karrierestatistik
| 2010            | Denver Broncos   | 14  | 0  | 6   | 106   | 17,7 | 38  | 1  | - | - | -   | - | - | 3 | 1 |
| 2011            | Denver Broncos   | 16  | 13 | 44  | 612   | 13,9 | 56T | 8  | 1 | 1 | 1,0 | 1 | 0 | 1 | 1 |
| 2012            | Denver Broncos   | 16  | 16 | 85  | 1.064 | 12,5 | 55  | 13 | - | - | -   | - | - | 0 | 0 |
| 2013            | Denver Broncos   | 16  | 16 | 87  | 1.288 | 14,8 | 61  | 11 | - | - | -   | - | - | 2 | 1 |
| 2014            | New York Jets    | 15  | 15 | 74  | 962   | 13,0 | 74T | 5  | - | - | -   | - | - | 0 | 0 |
| 2015            | New York Jets    | 15  | 13 | 80  | 1.027 | 12,8 | 35  | 12 | - | - | -   | - | - | 1 | 1 |
| 2016            | New York Jets    | 3   | 3  | 9   | 194   | 21,6 | 35  | 2  | - | - | -   | - | - | 0 | 0 |
| 2017            | Tennessee Titans | 16  | 8  | 54  | 563   | 10,4 | 29  | 1  | - | - | -   | - | - | 0 | 0 |
|                 | Gesamt           | 109 | 81 | 439 | 5.816 | 13,2 | 74  | 53 | 1 | 1 | 1,0 | 1 | 0 | 7 | 4 |
| Source: NFL.com |                  |     |    |     |       |      |     |    |   |   |     |   |   |   |   |

## Persönliches
Eric Decker ist mit der Country-Sängerin Jessie James verheiratet. Die Vorbereitungen auf die Hochzeit, sowie die Höhepunkte der Feier wurden in der TV-Serie Eric und Jessie – Auf die Plätze, fertig, Hochzeit auf dem TV-Sender E! ausgestrahlt. Zu Deckers Trauzeugen zählte unter anderem sein Teamkollege Demaryius Thomas. Am 18. März 2014 kam die gemeinsame Tochter Vivianne Rose Decker auf die Welt. Am 3. September 2015 folgte deren Sohn Eric Thomas Decker II. Während der Off-Season wohnt das Paar in Nashville, Tennessee.